# Allah Thérèse
Thérèse Allah, được biết đến với tên là Allah Thérèse, là một ca sĩ truyền thống đến từ làng Gbofia thuộc tiểu khu Toumodi (trung tâm Bờ biển Ngà). Là người tiên phong của âm nhạc truyền thống Ivorian, Allah Thérèse đã trở thành Hiệp sĩ của Huân chương Ivorian năm 2014. Cô được biết đến với kiểu tóc đặc trưng của mình.
Cô thường hát song ca với chồng mình, nghệ sĩ đàn xếp N'Goran-la-loi cho đến khi ông chết vào ngày 20 tháng 5 năm 2018.
cô ấy chết vào ngày 19 tháng 1 năm 2020.

## Sự nghiệp
Allah Thérèse đã biểu diễn cùng N hèGoran từ năm 1956, và bộ đôi này rất được yêu thích trong thập niên 1960 và 70. Tính đến năm 2005, bộ đôi này đã có 6 album được sản xuất cùng nhau. Album thứ bảy và cũng là album cuối cùng của họ được phát hành vào ngày 21 tháng 5 năm 2018, một ngày sau cái chết của NípGoran.. Album có tựa đề "Bé gnanssou moayé", dịch ra là tôi cầu nguyện tại Baoulé.

## Di sản và nghỉ hưu
Vào năm 2014, cô đã được phong làm Hiệp sĩ của Huân chương Ivorian, đi kèm với tiền trợ cấp hàng tháng. Allah Thérèse nói về sự nghiệp của cô ấy trong một cuộc phỏng vấn năm 2018, rằng cô ấy hài lòng với công việc và cuộc sống, cô cam kết phát huy truyền thống thông qua âm nhạc. Cô ấy giải thích sự vắng mặt của mình trên sân khấu trong những năm gần đây vì cô ấy không còn chịu được sự vất khi biểu diễn trực tiếp. Trong cùng một cuộc phỏng vấn, Allah Thérèse đã cam kết rằng âm nhạc là di sản của cô. Cô cảm thấy hạnh phúc khi người hâm mộ gọi cô là mẹ.
Allah Thérèse tuyên bố ý định nghỉ hưu sau khi chồng qua đời vào ngày 20 tháng 5 năm 2018. Cô ấy nói rằng "Tôi không thể tiếp tục nữa, chúng tôi là một đội, không có anh ấy, tôi không thể tiếp tục hát".